# Phaio caeruleonigra
Phaio caeruleonigra là một loài bướm đêm thuộc phân họ Arctiinae, họ Erebidae.